# Leonardo Bertone
Leonardo Bertone (Wohlen bei Bern, Suiza, 14 de marzo de 1994) es un futbolista suizo. Juega como centrocampista y se encuentra en el F. C. Thun de la Challenge League.

## Selección
Ha sido internacional con la selección sub-19 y sub-21 de Suiza en 15 ocasiones anotando un gol.

## Clubes
| Club                | País           | Año       |
| ------------------- | -------------- | --------- |
| B. S. C. Young Boys | Suiza          | 2014-2018 |
| F. C. Cincinnati    | Estados Unidos | 2019-2020 |
| F. C. Thun          | Suiza          | 2020      |
| Waasland-Beveren    | Bélgica        | 2020-2022 |
| F. C. Thun          | Suiza          | 2022-     |

## Palmarés

### Títulos nacionales
| Título             | Club                | País  | Año  |
| ------------------ | ------------------- | ----- | ---- |
| Superliga de Suiza | B. S. C. Young Boys | Suiza | 2018 |